# Chrysopa
Chrysopa är ett släkte av insekter som beskrevs av Leach 1815. Chrysopa ingår i familjen guldögonsländor.

## Bildgalleri

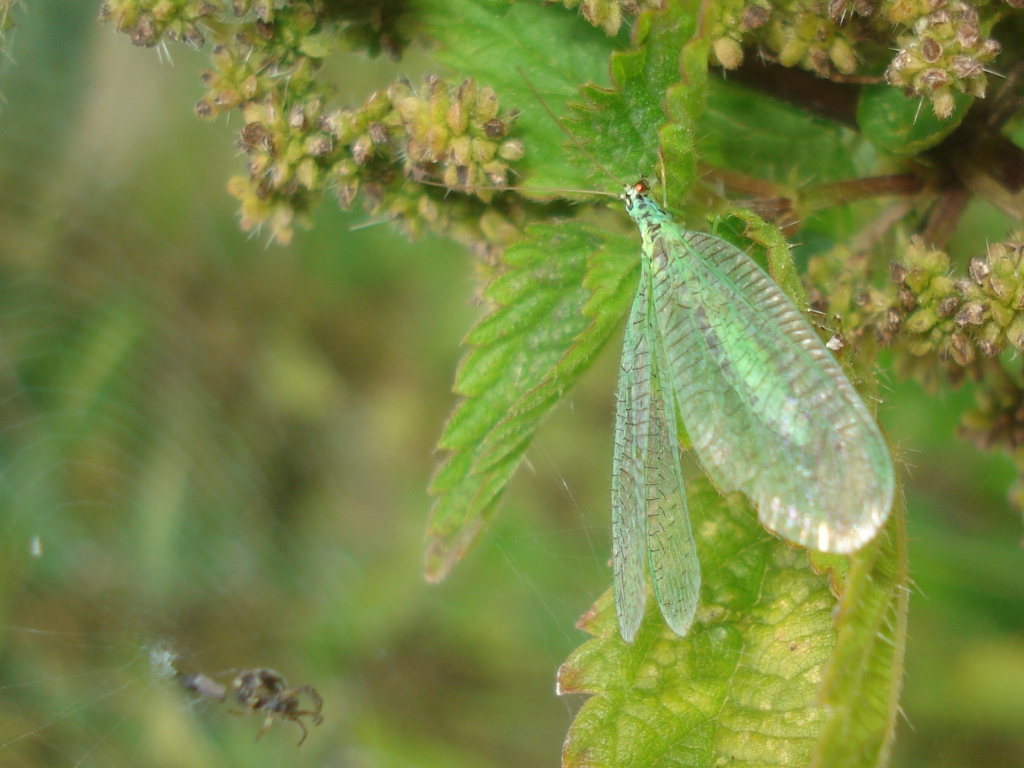
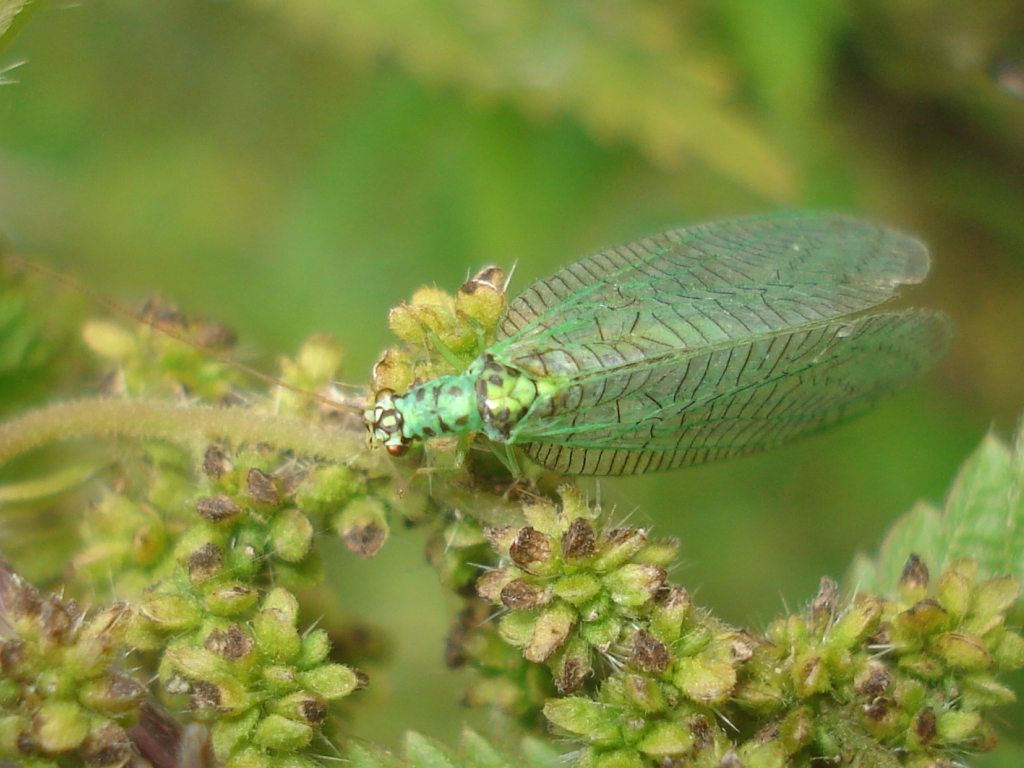
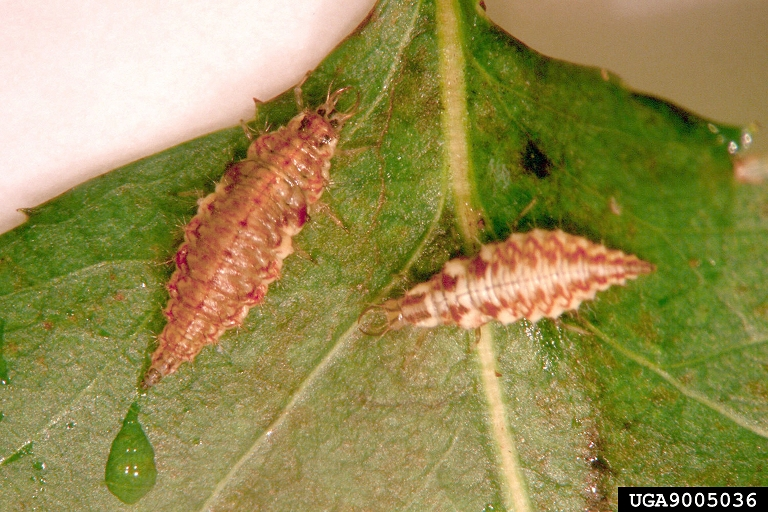

## Dottertaxa tillChrysopa, i alfabetisk ordning[1][2]
- Chrysopa abbreviata
- Chrysopa acuta
- Chrysopa adnexa
- Chrysopa adnixa
- Chrysopa adonis
- Chrysopa alethes
- Chrysopa alobana
- Chrysopa altaica
- Chrysopa altaiensis
- Chrysopa amabilis
- Chrysopa angustipennis
- Chrysopa annotaria
- Chrysopa annularis
- Chrysopa argyrea
- Chrysopa astarte
- Chrysopa atala
- Chrysopa atrioris
- Chrysopa aurea
- Chrysopa aztecana
- Chrysopa azygota
- Chrysopa bandrensis
- Chrysopa bandrina
- Chrysopa barberina
- Chrysopa batesi
- Chrysopa beccarii
- Chrysopa behni
- Chrysopa benaventi
- Chrysopa bermudezi
- Chrysopa bineura
- Chrysopa bolivarensis
- Chrysopa bolivari
- Chrysopa bonnini
- Chrysopa brevihirta
- Chrysopa buehleri
- Chrysopa bulbosa
- Chrysopa bullocki
- Chrysopa calathina
- Chrysopa camposana
- Chrysopa cantonensis
- Chrysopa caprae
- Chrysopa cephalica
- Chrysopa chacranella
- Chrysopa chazaudi
- Chrysopa chemoensis
- Chrysopa chi
- Chrysopa climacia
- Chrysopa coloradensis
- Chrysopa comitissa
- Chrysopa commata
- Chrysopa concinna
- Chrysopa conformis
- Chrysopa corsica
- Chrysopa curdica
- Chrysopa cymantis
- Chrysopa cymbele
- Chrysopa dahli
- Chrysopa dampfina
- Chrysopa darlingtoni
- Chrysopa dasyptera
- Chrysopa decarlina
- Chrysopa derota
- Chrysopa devia
- Chrysopa dichroa
- Chrysopa distracta
- Chrysopa domingensis
- Chrysopa dorsalis
- Chrysopa dubitans
- Chrysopa durandi
- Chrysopa emiliae
- Chrysopa eudora
- Chrysopa everina
- Chrysopa excelsior
- Chrysopa excepta
- Chrysopa eximia
- Chrysopa facialis
- Chrysopa fascialis
- Chrysopa favrei
- Chrysopa feana
- Chrysopa festana
- Chrysopa filicornis
- Chrysopa filosa
- Chrysopa flata
- Chrysopa flaviceps
- Chrysopa formosa
- Chrysopa fornicata
- Chrysopa fratercula
- Chrysopa frequens
- Chrysopa fulvocephala
- Chrysopa fuscostigma
- Chrysopa gasteria
- Chrysopa gestroi
- Chrysopa gibeauxi
- Chrysopa grandis
- Chrysopa gratiosa
- Chrysopa hansensis
- Chrysopa hestia
- Chrysopa himalayana
- Chrysopa huasanensis
- Chrysopa hummeli
- Chrysopa hungarica
- Chrysopa inaequata
- Chrysopa incompleta
- Chrysopa infulata
- Chrysopa intemerata
- Chrysopa intima
- Chrysopa isolata
- Chrysopa jacobsoni
- Chrysopa jaspida
- Chrysopa javanica
- Chrysopa julia
- Chrysopa kansuensis
- Chrysopa lambda
- Chrysopa laminaris
- Chrysopa latithorax
- Chrysopa leptana
- Chrysopa lezeyi
- Chrysopa lojensis
- Chrysopa lorenzana
- Chrysopa loriae
- Chrysopa luederwaldti
- Chrysopa magica
- Chrysopa mainerii
- Chrysopa malayana
- Chrysopa marcida
- Chrysopa margaritina
- Chrysopa marianachlorocephala
- Chrysopa mendocensis
- Chrysopa mesonotalis
- Chrysopa metanotalis
- Chrysopa meyeri
- Chrysopa mimeuri
- Chrysopa minda
- Chrysopa mindanensis
- Chrysopa montana
- Chrysopa naesonympha
- Chrysopa navasi
- Chrysopa neimengana
- Chrysopa nervulosa
- Chrysopa nierembergi
- Chrysopa nigra
- Chrysopa nigrescens
- Chrysopa nigricornis
- Chrysopa nigricostata
- Chrysopa nigripalpis
- Chrysopa notulata
- Chrysopa nymphodes
- Chrysopa obesa
- Chrysopa ochracea
- Chrysopa oculata
- Chrysopa ophthalmica
- Chrysopa orientalis
- Chrysopa pallens
- Chrysopa paolii
- Chrysopa parallela
- Chrysopa parvula
- Chrysopa perla
- Chrysopa perplexa
- Chrysopa persica
- Chrysopa peruviana
- Chrysopa phyllochroma
- Chrysopa pictifacialis
- Chrysopa pigmentata
- Chrysopa pleuralis
- Chrysopa polonica
- Chrysopa polyphlebia
- Chrysopa pucayensis
- Chrysopa puerula
- Chrysopa pullata
- Chrysopa punctata
- Chrysopa pusilla
- Chrysopa quadripunctata
- Chrysopa reboredina
- Chrysopa regalis
- Chrysopa reichardti
- Chrysopa ricana
- Chrysopa rossa
- Chrysopa ruizi
- Chrysopa sajanina
- Chrysopa sanguinea
- Chrysopa sapporensis
- Chrysopa sarta
- Chrysopa satoruna
- Chrysopa scalai
- Chrysopa senior
- Chrysopa septemmaculata
- Chrysopa sequens
- Chrysopa serrana
- Chrysopa siderocephala
- Chrysopa silvestrina
- Chrysopa slossonae
- Chrysopa smitzi
- Chrysopa sogdianica
- Chrysopa steinbachi
- Chrysopa strumata
- Chrysopa sumatrensis
- Chrysopa tacorensis
- Chrysopa taikuensis
- Chrysopa thibetana
- Chrysopa thieli
- Chrysopa thomasensis
- Chrysopa tibialis
- Chrysopa timberlakei
- Chrysopa tortolana
- Chrysopa trifurcata
- Chrysopa wagneri
- Chrysopa valdezi
- Chrysopa walkeri
- Chrysopa vilallongae
- Chrysopa villica
- Chrysopa virgata
- Chrysopa virgestes
- Chrysopa viridana
- Chrysopa viridinervis
- Chrysopa xanthocephala
- Chrysopa ypsilon
- Chrysopa yuanica
- Chrysopa zangda
- Chrysopa zhangi